# Passo Ponte di Ghiaccio
Il passo Ponte di Ghiaccio (2.545 m s.l.m. - Edelrautjoch in tedesco) è un valico alpino delle Alpi orientali e, più precisamente, dei monti di Fundres. È situato fra la val di Fundres e la val di Nebbia.
Sul passo vi si trova il rifugio Passo Ponte di Ghiaccio.